# WebCL
WebCL è un binding da Javascript ad OpenCL, utilizzato per portare il calcolo eterogeneo all'interno dei browser web senza l'utilizzo di plug-in appositi. La possibilità di utilizzare, grazie ad OpenCL, hardware eterogeneo è nato per accelerare le applicazioni web grazie all'uso di sistemi multi-cpu o con sistemi GPU. Annunciato per la prima volta nel marzo 2011 da Kronos Group, le prime specifiche ufficiali furono pubblicate nel 2014.
Con l'aumentare delle esigenze di potenza su internet (per esempio per l'editing di immagini, per giochi all'interno dei browser, ecc) è nata la necessità di disporre dell'accesso ad hardware performante e a questo scopo è stato creato WebCL, che vuole ampliare le capacità insite nel linguaggio HTML 5. Kronos Group ha, quindi, creato un working draft di aziende interessate a supportare questa tecnologia, come Nokia, Intel e Samsung.

## Implementazione
Allo stato attuale nessun browser supporta WebCL in modalità nativa, anche se esistono add-on di terze parti in grado di supportare questo linguaggio.